# Rafael Avalos
Rafael Avalos (* 30. November 1926; † 15. April 1993) war ein mexikanischer Fußballspieler, der im Mittelfeld agierte.

## Biografie
Aus den wenig bekannten Daten seiner Karriere ist lediglich bekannt, dass Avalos zwischen 1950 und 1954 beim CF Atlante unter Vertrag stand, mit dem er in jenen Jahren zweimal (1951 und 1952) den mexikanischen Pokalwettbewerb und einmal (1952) den Supercup gewann.
Sein Debüt im Dress der mexikanischen Nationalmannschaft feierte Avalos in einem am 19. Juli 1953 ausgetragenen WM-Qualifikationsspiel gegen Haiti, das mit 8:0 gewonnen wurde. Avalos war auch beim Rückspiel in Haiti (4:0) am 27. Dezember 1953 dabei und erzielte in diesem Spiel seinen einzigen Länderspieltreffer.
Im Januar 1954 bestritt er die beiden entscheidenden WM-Qualifikationsspiele gegen die USA (4:0 und 3:1) sowie beide WM-Spiele der Mexikaner, die gegen Brasilien (0:5) und Frankreich (2:3) verloren wurden. Das am 19. Juni 1954 ausgetragene Spiel gegen die Franzosen war zugleich sein letztes Länderspiel.

## Erfolge
- Mexikanischer Pokalsieger: 1951, 1952
- Supercup: 1952